# Lady in Waiting
| Recensione | Giudizio |
| ---------- | -------- |
| AllMusic   |          |

Lady in Waiting è il secondo album del gruppo musicale statunitense Outlaws, pubblicato nel 1976.

## Tracce
1. Breaker-Breaker – 2:57 (Hughie Thomasson)
2. South Carolina – 3:05 (Henry Paul)
3. Ain't So Bad – 3:48 (Billy Jones)
4. Freeborn Man – 4:46 (Mark Lindsey, Keith Allison)
5. Girl from Ohio – 5:00 (Henry Paul)
6. Lover Boy – 3:57 (Hughie Thomasson)
7. Just for You – 3:16 (Hughie Thomasson)
8. Prisoner – 3:56 (Billy Jones)
9. Stick Around for Rock & Roll – 6:37 (Hughie Thomasson)

Durata totale: 37:22

## Formazione
- Hughie Thomasson - chitarra, voce
- Henry Paul - chitarra elettrica, chitarra acustica, voce
- Billy Jones - chitarra, voce
- Frank O'Keefe - basso
- Monte Yoho - batteria
- Joe Lala - percussioni